# Olha Saładucha
Olha Wałerijiwna Saładucha (ukr. Ольга Валеріївна Саладуха; ur. 4 czerwca 1983 w Doniecku) – ukraińska lekkoatletka specjalizująca się w trójskoku, mistrzyni świata i europy, medalistka igrzysk olimpijskich, posłanka do Rady Najwyższej.

## Życiorys

### Kariera sportowa
Zajęła się trenowaniem trójskoku. Zdobywała medale mistrzostw Ukrainy, a międzynarodową karierę zaczęła od zajęcia dziewiątego miejsca w mistrzostwach świata juniorów młodszych w 1999. Dwa lata później uplasowała się na tej samej pozycji w czasie mistrzostw Europy juniorów, a w 2002 była piąta na juniorskich mistrzostw świata. Tuż za podium ukończyła start w młodzieżowych mistrzostwach Europy w 2005, w ówczesnym sezonie została także wicemistrzynią uniwersjady. Na mistrzostwach Europy w Göteborgu była czwarta (2006), a w 2007 zwyciężyła w uniwersjadzie. Reprezentowała Ukrainę na igrzyskach olimpijskich w Pekinie, podczas których uplasowała się na dziewiątym miejscu w finale. Zwyciężczyni trójskoku podczas mistrzostw Europy w Barcelonie (2010). W 2011 została mistrzynią świata. W tymże roku została zwyciężczynią łącznej punktacji Diamentowej Ligi 2011 w trójskoku. W 2012 obroniła mistrzostwo Europy oraz zdobyła brązowy medal na igrzyskach olimpijskich w Londynie. W 2013 sięgnęła po złoto halowych mistrzostw Europy w Göteborgu. W tym samym roku została brązową medalistką mistrzostw świata w Moskwie. W 2014 zdobyła srebro halowych mistrzostw świata w Sopocie, także wywalczyła swoje trzecie złoto mistrzostw Europy. W 2019 była trzecia na halowych mistrzostwach Europy w Glasgow. Uczestniczyła w pucharze Europy i drużynowych mistrzostwach Europy.
W 2012 wybrana została lekkoatletką roku na Ukrainie.
Rekordy życiowe: stadion – 14,99 (29 czerwca 2012, Helsinki); hala – 14,88 (3 marca 2013, Göteborg – wynik stał się rekordem Ukrainy).

### Pozostała działalność
Kształciła się w instytucie zdrowia, wychowania fizycznego i sportu w Doniecku. W wyborach parlamentarnych w 2019 z ramienia partii Sługa Ludu uzyskała mandat posłanki do Rady Najwyższej IX kadencji.

## Życie prywatne
Zamężna z kolarzem Denysem Kostiukiem.

## Wyniki
| Rok  | Impreza                                 | Miejsce        | Pozycja           | Rezultat |
| ---- | --------------------------------------- | -------------- | ----------------- | -------- |
| 1999 | Mistrzostwa świata juniorów młodszych   | Bydgoszcz      | 9. miejsce        | 12,76    |
| 2001 | Mistrzostwa Europy juniorów             | Grosseto       | 9. miejsce        | 13,07    |
| 2002 | Mistrzostwa świata juniorów             | Kingston       | 5. miejsce        | 13,17    |
| 2005 | Młodzieżowe mistrzostwa Europy          | Erfurt         | 4. miejsce        | 13,93    |
| 2005 | Uniwersjada                             | Izmir          | 2. miejsce        | 13,96    |
| 2006 | Superliga pucharu Europy                | Malaga         | 1. miejsce        | 14,10    |
| 2006 | Mistrzostwa Europy                      | Göteborg       | 4. miejsce        | 14,38    |
| 2006 | Światowy finał lekkoatletyczny IAAF     | Stuttgart      | 6. miejsce        | 14,04    |
| 2006 | Puchar świata                           | Ateny          | 6. miejsce        | 14,16    |
| 2007 | Superliga pucharu Europy                | Monachium      | 4. miejsce        | 14,24    |
| 2007 | Uniwersjada                             | Bangkok        | 1. miejsce        | 14,79    |
| 2007 | Mistrzostwa świata                      | Osaka          | 7. miejsce        | 14,60    |
| 2008 | Superliga pucharu Europy                | Annecy         | 1. miejsce        | 14,73    |
| 2008 | Igrzyska olimpijskie                    | Pekin          | 9. miejsce        | 14,70    |
| 2008 | Światowy finał lekkoatletyczny IAAF     | Stuttgart      | 6. miejsce        | 14,40    |
| 2010 | Superliga drużynowych mistrzostw Europy | Bergen         | 1. miejsce        | 14,39    |
| 2010 | Mistrzostwa Europy                      | Barcelona      | 1. miejsce        | 14,81    |
| 2010 | Puchar interkontynentalny               | Split          | 2. miejsce        | 14,70    |
| 2011 | Superliga drużynowych mistrzostw Europy | Sztokholm      | 1. miejsce        | 14,85    |
| 2011 | Mistrzostwa świata                      | Daegu          | 1. miejsce        | 14,94    |
| 2012 | Mistrzostwa Europy                      | Helsinki       | 1. miejsce        | 14,99    |
| 2012 | Igrzyska olimpijskie                    | Londyn         | 3. miejsce        | 14,79    |
| 2013 | Halowe mistrzostwa Europy               | Göteborg       | 1. miejsce        | 14,88    |
| 2013 | Superliga drużynowych mistrzostw Europy | Gateshead      | 1. miejsce        | 14,49    |
| 2013 | Mistrzostwa świata                      | Moskwa         | 3. miejsce        | 14,65    |
| 2014 | Halowe mistrzostwa świata               | Sopot          | 2. miejsce        | 14,45    |
| 2014 | Mistrzostwa Europy                      | Zurych         | 1. miejsce        | 14,73    |
| 2014 | Puchar interkontynentalny               | Marrakesz      | 3. miejsce        | 14,26    |
| 2015 | Mistrzostwa świata                      | Pekin          | 6. miejsce        | 14,41    |
| 2016 | Mistrzostwa Europy                      | Amsterdam      | 6. miejsce        | 14,23    |
| 2016 | Igrzyska olimpijskie                    | Rio de Janeiro | el. – 18. miejsce | 13,97    |
| 2017 | Superliga drużynowych mistrzostw Europy | Lille          | 6. miejsce        | 13,62    |
| 2018 | Mistrzostwa Europy                      | Berlin         | el. – 13. miejsce | 14,04    |
| 2019 | Halowe mistrzostwa Europy               | Glasgow        | 3. miejsce        | 14,47    |
| 2019 | Superliga drużynowych mistrzostw Europy | Bydgoszcz      | 4. miejsce        | 14,11    |
| 2019 | Mistrzostwa świata                      | Doha           | 5. miejsce        | 14,52    |
| 2021 | Igrzyska olimpijskie                    | Tokio          | el. – 20. miejsce | 13,91    |